# Pieter Zeeman

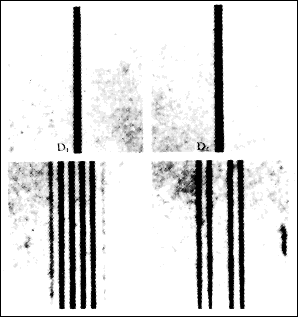
Zeeman által készített fénykép az általa felfedezett hatásról

Pieter Zeeman (Zonnemaire, Zeeland, Hollandia, 1865. május 25. – Amszterdam, 1943. október 9.) holland fizikus aki 1902-ben megosztott fizikai Nobel-díjat kapott Hendrik Lorentzcel, amiért felfedezte a róla elnevezett Zeeman-effektust.
Catharinus Forandinus Zeeman és Willemina Worst gyermekeként született. Zeeman Heike Kamerlingh Onnes tanítványa volt a leideni egyetemen. Előadásokat 1890-től tartott Leidenben. 1896-ban Lorentz kérésére kezdte el tanulmányozni a mágneses mező hatását a fényforrásokra, és felfedezte a Zeeman-hatást. Ez a felfedezés bizonyította Lorentz elméletét az elektromágneses sugárzásokról.
Zeemant 1900-ban nevezték ki az Amszterdami Egyetem professzorává. 1908-ban lett a Fizikai Intézet igazgatója.
A Henry Draper-medált 1921-ben nyerte el. A Hold Zeeman-kráterét a tiszteletére nevezték el.